# Secrétaire canadien du roi
Secrétaire canadien de la reine
Le secrétaire canadien du roi ou secrétaire canadien de la reine (en anglais : Canadian Secretary to the King ou Canadian Secretary to the Queen) est le plus haut fonctionnaire chargé des opérations au sein des maisons royales du Canada.

## Secrétaires
- 1959 – 1986 : Howard Graham
- 1989 – 1991 : John Crosbie Perlin
- 1993 – 2005 : Maurice Gaston Cloutier
- 1er avril 2009 – : Kevin S. MacLeod (en)